# USS Florida (BB-30)
O USS Florida foi um couraçado operado pela Marinha dos Estados Unidos e a primeira embarcação da Classe Florida,  seguido pelo USS Utah. Sua construção começou em março de 1909 no Estaleiro Naval de Nova Iorque e foi lançado ao mar em maio de 1910, sendo comissionado na frota norte-americana em setembro do ano seguinte. Era armado com uma bateria principal composta por dez canhões de 305 milímetros montados em cinco torres de artilharia duplas, tinha um deslocamento carregado de mais de 23 mil toneladas e conseguia alcançar uma velocidade máxima de 21 nós.
O Florida participou em 1914 da Ocupação de Veracruz durante a Revolução Mexicana, quando desembarcou um contingente de fuzileiros navais para tomar a cidade. Depois dos Estados Unidos terem entrado na Primeira Guerra Mundial em 1917, foi enviado para a Europa como parte da Divisão de Couraçados Nove, atuando junto com a Grande Frota britânica. Após a guerra ocupou-se principalmente de exercícios e treinamentos de rotina, sendo modernizado entre 1924 e 1926. Acabou descomissionado em 1931 pelos termos do Tratado Naval de Londres e foi desmontado.